# Энтоломовые
Энтоломовые, или энтоломатовые (лат. Entolomataceae) — семейство грибов порядка Агариковые (Agaricales).
Некоторые виды ядовиты или смертельно ядовиты, другие, например Clitopilus prunulus, съедобны.

## Описание
- Плодовые тела неамилоидные, чаще всего шляпочные, у некоторых видов гастроидные. Покрывала нет.
- Шляпка гладкая, не клейкая.
- Ножка центральная.
- Гименофор пластинчатый, пластинки часто низбегающие на ножку. Цистиды обычно присутствуют.
- Споры неамилоидные, розового цвета, более или менее тонкостенные, без поры прорастания. Базидии чаще всего четырёхспоровые.

## Экология
Сапротрофы или микоризообразователи, некоторые виды произрастают на навозе или во мху. Встречаются как в лиственных, так и в хвойных лесах.

## РодыEntolomataceae
- Clitopilus (Fr. ex Rabenh.) P. Kumm., 1871 — Клитопилюс
- Entoloma (Fr.) P. Kumm., 1871 — Энтолома
  - [syn.  Alboleptonia Largent & R.G. Benedict, 1970]
  - [syn.  Calliderma (Romagn.) Largent, 1994]
  - [syn.  Claudopus Gillet, 1876]
  - [syn.  Clitopilopsis Maire, 1937]
  - [syn.  Eccilia (Fr.) P. Kumm., 1871]
  - [syn.  Inocephalus (Noordel.) P.D. Orton, 1991]
  - [syn.  Inopilus (Romagn.) Pegler, 1983]
  - [syn.  Leptonia (Fr.) P. Kumm., 1871]
  - [syn.  Nolanea (Fr.) P. Kumm., 1871]
  - [syn.  Pouzarella Mazzer, 1976]
  - [syn.  Rhodogaster E. Horak, 1964]
  - [syn.  Rhodophyllus Quél., 1886]
  - [syn.  Richoniella Costantin & L.M. Dufour, 1916]
  - [syn.  Trichopilus (Romagn.) P.D. Orton, 1991]
- Rhodocybe Maire, 1926
- Rhodocybella T.J. Baroni & R.H. Petersen, 1987